# 伊夫里·吉特利斯
伊夫里·吉特利斯（希伯來語：‎，羅馬化：Ivry Gitlis，1922年8月25日—2020年12月24日），以色列小提琴家和聯合國教科文組織親善大使。

## 生平
吉特利斯于1922年出生于当时巴勒斯坦代管城市海法，出生时名为伊扎克-梅厄（‎，Yitzhak-Meir）。四岁时主动提出希望拥有一把小提琴，亲友们于是凑钱给他买了一把琴并支付学琴费用。吉特利斯进步神速，在七岁的时候便举办了他的第一场音乐会。
吉特利斯的天赋很快被知名音乐家布罗尼斯瓦夫·胡贝尔曼（巴勒斯坦交响乐团的创建者）发现，后者建议伊夫里去欧洲发展。于是，伊夫里先后前往巴黎和伦敦，在此期间，他决定改名为伊夫里。11岁时便进入巴黎音乐学院，1935年毕业。他曾与多位知名音乐家一起工作，并受到乔治·埃内斯库、雅克·蒂奥、弗莱什·卡罗伊等世界级小提琴大师的指导。
第二次世界大战期间，吉特利斯曾参加英国军队艺术团。战后，吉特利斯开始与伦敦爱乐乐团合作。50年代初，他踏上美国并得到热烈的反响，60年代返回巴黎并定居。
吉特利斯曾与世界顶级管弦乐团合作演出，包括伦敦爱乐乐团、纽约爱乐、柏林爱乐乐团、维也纳爱乐乐团、费城管弦乐团和以色列爱乐乐团等等。他也是联合国教科文组织亲善大使（1990年）。
吉特利斯很喜欢在大众媒体上普及古典音乐，他甚至于1981年参演了一部侦探电视剧，在剧中扮演一名流浪小提琴手。他创立并主持旺斯音乐节（festival de musique de Vence），希望尝试一种更加自由的方法来普及古典音乐。与钢琴家玛尔塔·阿赫里奇一起，他一直在寻找各种方法来实现这一愿景。

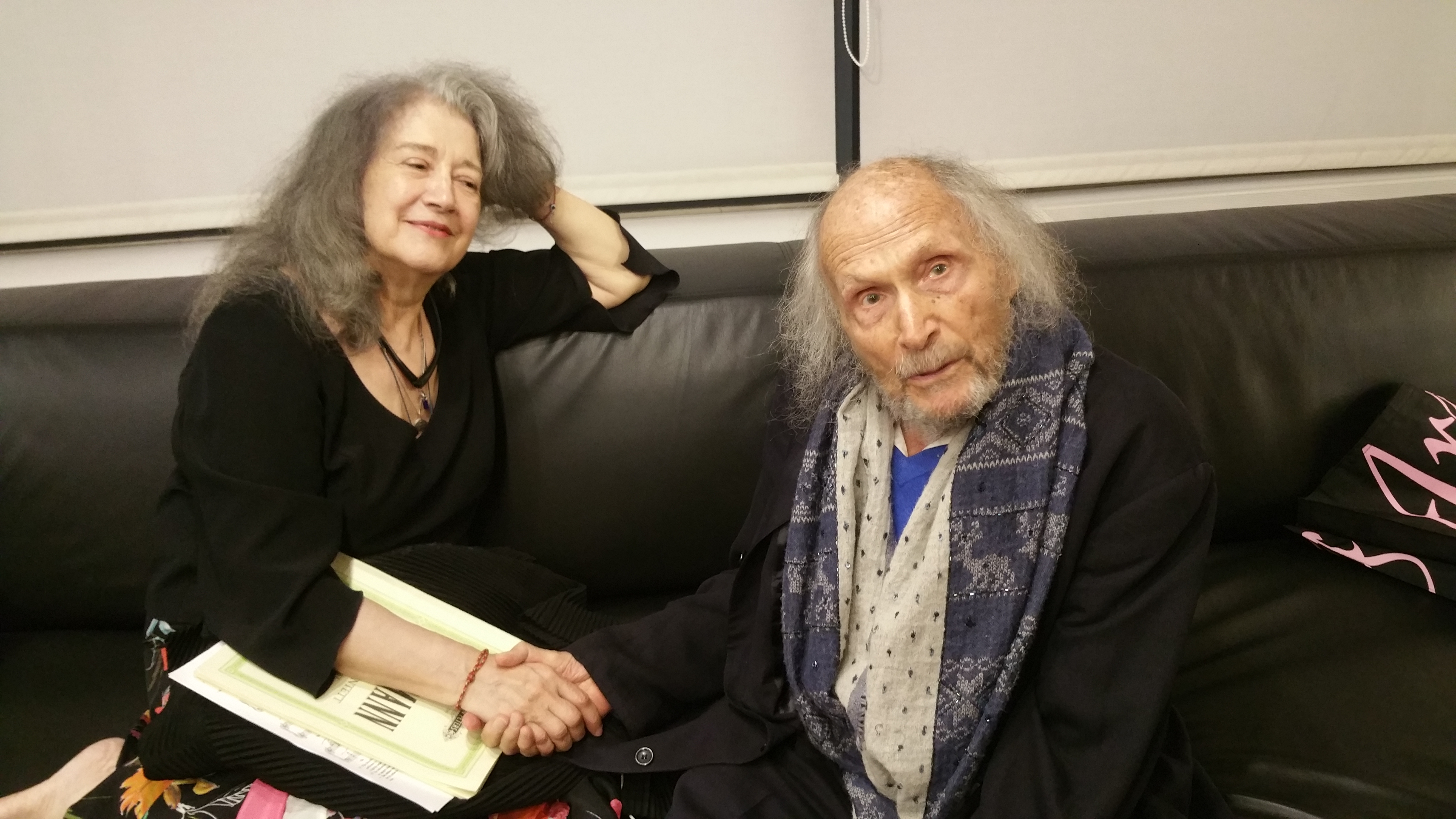
伊夫里·吉特利斯和玛尔塔·阿赫里奇与以色列爱乐乐团合作演出后（2018年，特拉维夫）

## 个人生活
吉特利斯与法国女演员萨比娜·格拉塞育有三个孩子。